# Lombez
Pour l’article homonyme, voir Lombez (homonymie).
Lombez [lɔ̃bɛs], (Lombèrs [lumbɛs] en gascon) est une commune française du canton Val de Save située dans le département du Gers en région Occitanie. Sur le plan historique et culturel, la commune est dans le Savès, une petite province gasconne correspondant au cours moyen de la Save.
Exposée à un climat océanique altéré, elle est drainée par la Save, l'Espienne et par divers autres petits cours d'eau.
Lombez est une commune rurale qui compte 2 188 habitants en 2022, après avoir connu une forte hausse de la population depuis 1962.  Elle fait partie de l'aire d'attraction de Toulouse. Ses habitants sont appelés les Lombéziens ou  Lombéziennes.
Le patrimoine architectural de la commune comprend deux  immeubles protégés au titre des monuments historiques : la cathédrale Sainte-Marie, classée en 1846, et le couvent des Capucins, inscrit en 1977.

## Géographie

### Localisation
Lombez est située dans le Comminges en Savès dans la vallée de la Save à égale distance d’Auch et de Toulouse. Elle fait partie du Pays Portes de Gascogne.

### Communes limitrophes
Lombez est limitrophe de six autres communes.
Les communes limitrophes sont Samatan, Espaon, Montadet, Montamat, Puylausic et Sauveterre.
| Montamat   | Samatan  |           |
| Sauveterre | Lombez   | Puylausic |
| Espaon     | Montadet |           |

### Géologie et relief
La superficie de la commune est de 1 955 hectares ; son altitude varie de 162  à   286 mètres.
Lombez se situe en zone de sismicité 1 (sismicité très faible).

### Hydrographie

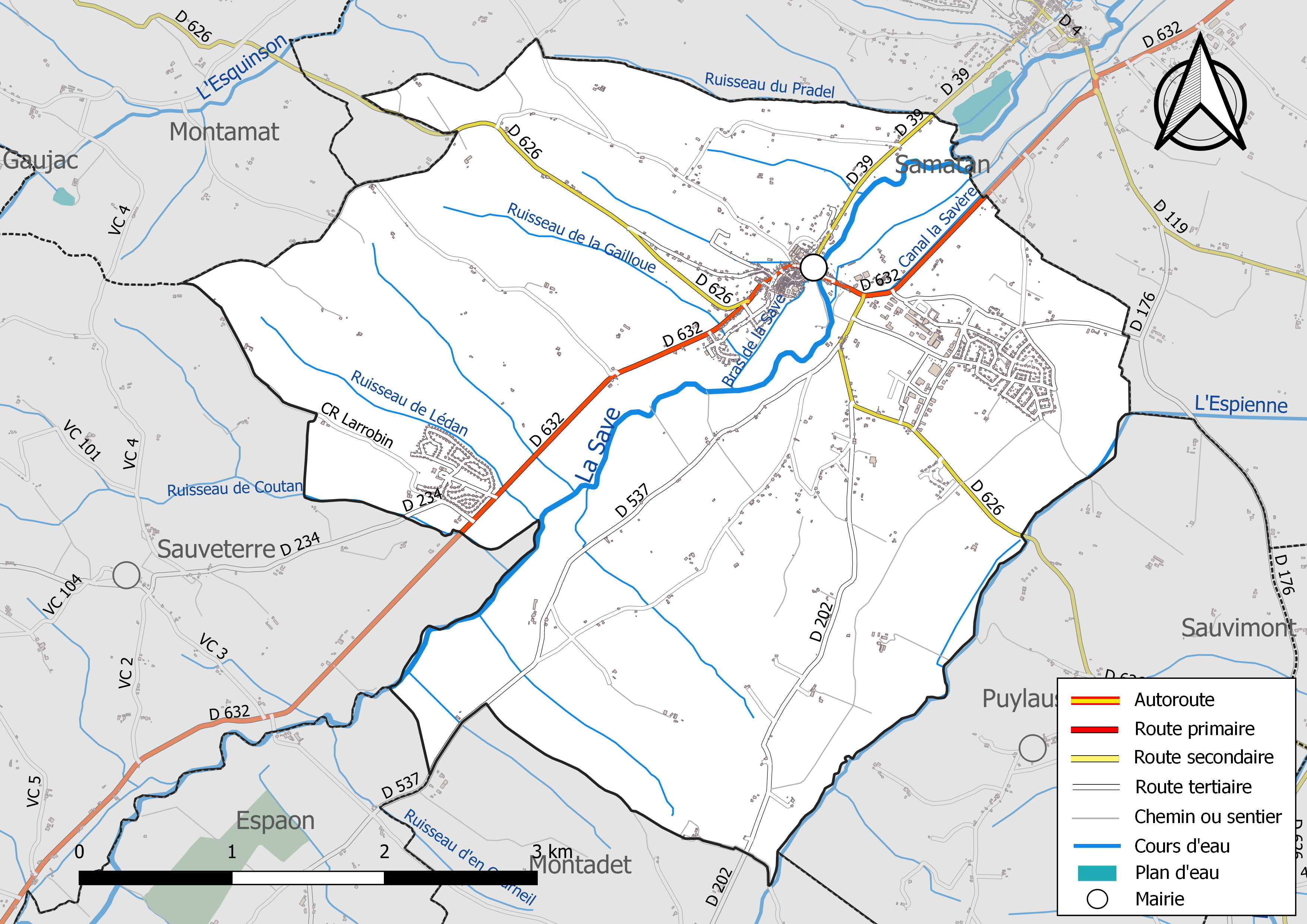
Réseaux hydrographique et routier de Lombez.

La commune est dans le bassin de la Garonne, au sein du bassin hydrographique Adour-Garonne. Elle est drainée par la Save, l'Espienne, un bras de la Save, Canal la Savère, le ruisseau de Coutan, le ruisseau de la Gailloue, le ruisseau de Lédan, le ruisseau du Pradel et par divers petits cours d'eau, qui constituent un réseau hydrographique de 27 km de longueur totale,.
La Save, d'une longueur totale de 143 km, prend sa source dans la commune de Lannemezan et s'écoule du sud-ouest vers le nord-est. Elle traverse la commune et se jette dans la Garonne à Grenade, après avoir traversé 46 communes.
L'Espienne, d'une longueur totale de 17,5 km, prend sa source dans la commune de Saint-Frajou et s'écoule du sud-ouest vers le nord-est. Il traverse la commune et se jette dans l'Aussoue à Samatan, après avoir traversé 9 communes.

### Climat
Pour des articles plus généraux, voir Climat de l'Occitanie et Climat du Gers.
En 2010, le climat de la commune est de type climat du Bassin du Sud-Ouest, selon une étude s'appuyant sur une série de données couvrant la période 1971-2000. En 2020, Météo-France publie une typologie des climats de la France métropolitaine dans laquelle la commune est exposée à un climat océanique altéré et est dans la région climatique Aquitaine, Gascogne, caractérisée par une pluviométrie abondante au printemps, modérée en automne, un faible ensoleillement au printemps, un été chaud (19,5 °C), des vents faibles, des brouillards fréquents en automne et en hiver et des orages fréquents en été (15 à 20 jours).
Pour la période 1971-2000, la température annuelle moyenne est de 13 °C, avec une amplitude thermique annuelle de 15,9 °C. Le cumul annuel moyen de précipitations est de 752 mm, avec 9,5 jours de précipitations en janvier et 5,8 jours en juillet. Pour la période 1991-2020, la température moyenne annuelle observée sur la station météorologique la plus proche, située sur la commune de Lahas à 9 km à vol d'oiseau, est de 13,9 °C et le cumul annuel moyen de précipitations est de 633,5 mm,. Pour l'avenir, les paramètres climatiques de la commune estimés pour 2050 selon différents scénarios d'émission de gaz à effet de serre sont consultables sur un site dédié publié par Météo-France en novembre 2022.

### Milieux naturels et biodiversité
Aucun espace naturel présentant un intérêt patrimonial n'est recensé sur la commune dans l'inventaire national du patrimoine naturel,,.

## Urbanisme

### Typologie
Au 1er janvier 2024, Lombez est catégorisée commune rurale à habitat dispersé, selon la nouvelle grille communale de densité à sept niveaux définie par l'Insee en 2022.
Elle est située hors unité urbaine. Par ailleurs la commune fait partie de l'aire d'attraction de Toulouse, dont elle est une commune de la couronne,. Cette aire, qui regroupe 527 communes, est catégorisée dans les aires de 700 000 habitants ou plus (hors Paris),.

### Occupation des sols
L'occupation des sols de la commune, telle qu'elle ressort de la base de données européenne d’occupation biophysique des sols Corine Land Cover (CLC), est marquée par l'importance des territoires agricoles (89,7 % en 2018), en diminution par rapport à 1990 (96,1 %). La répartition détaillée en 2018 est la suivante : 
terres arables (83 %), zones urbanisées (7,1 %), zones agricoles hétérogènes (6,7 %), espaces verts artificiels, non agricoles (2,9 %), forêts (0,4 %). L'évolution de l’occupation des sols de la commune et de ses infrastructures peut être observée sur les différentes représentations cartographiques du territoire : la carte de Cassini (XVIIIe siècle), la carte d'état-major (1820-1866) et les cartes ou photos aériennes de l'IGN pour la période actuelle (1950 à aujourd'hui).

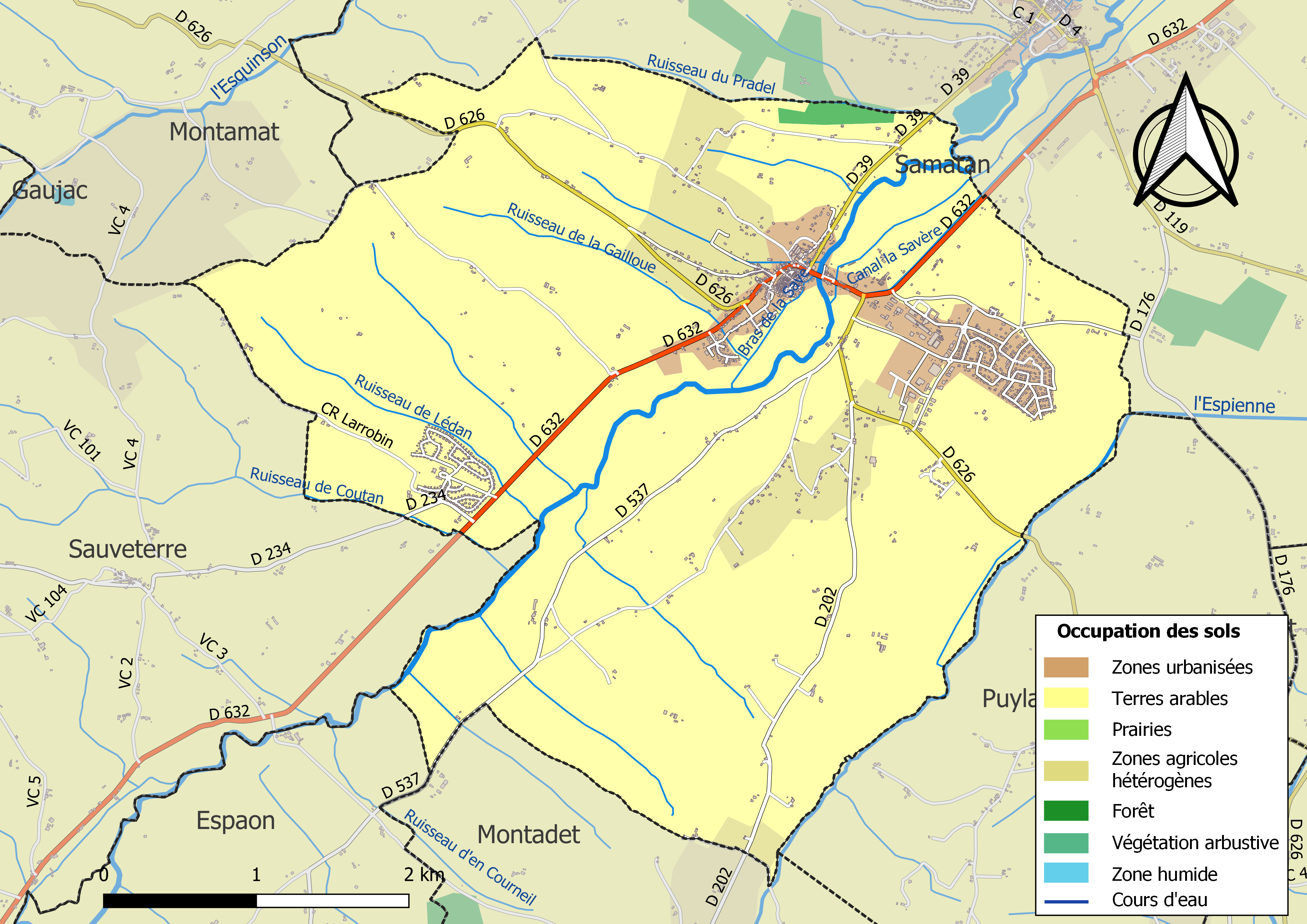
Carte des infrastructures et de l'occupation des sols de la commune en 2018 (CLC).

### Voies de communication et transports
Accès avec les routes départementales D 632 (vers Saint-Lys à l'Est, vers Boulogne-sur-Gesse au Sud) et D 626 (vers Montpézat au Sud-Est, vers Saramon et Auch au Nord-Ouest), qui sont l'ancienne route nationale 632 (jusqu'à Toulouse et Tarbes) et l'ancienne route nationale 626 qui, vers l'Ouest, traversait la Gascogne par Saramon, Auch, Eauze, Sabres, Labrit jusqu'à Mimizan et reliait l'Océan Atlantique à la Méditerranée en passant, vers l'Est  par le piémont pyrénéen de la Haute Garonne (Pouy-de-Touges, Carbonne), de l'Ariège (Lézat, Pamiers, Mirepoix, etc.) et jusque dans l'Aude, les Corbières (Limoux, Ajac).
La ligne 365 du réseau liO Arc-en-Ciel relie la commune à la gare routière de Toulouse depuis Boulogne-sur-Gesse, et la ligne 954 du réseau liO relie la commune à la gare de L'Isle-Jourdain.

### Risques majeurs
Le territoire de la commune de Lombez est vulnérable à différents aléas naturels : météorologiques (tempête, orage, neige, grand froid, canicule ou sécheresse), inondations et séisme (sismicité très faible). Il est également exposé à un risque technologique, la rupture d'une digue. Un site publié par le BRGM permet d'évaluer simplement et rapidement les risques d'un bien localisé soit par son adresse soit par le numéro de sa parcelle.

#### Risques naturels
Certaines parties du territoire communal sont susceptibles d’être affectées par le risque d’inondation par débordement de cours d'eau, notamment la Save et l'Espienne. La cartographie des zones inondables en ex-Midi-Pyrénées réalisée dans le cadre du XIe Contrat de plan État-région, visant à informer les citoyens et les décideurs sur le risque d’inondation, est accessible sur le site de la DREAL Occitanie. La commune a été reconnue en état de catastrophe naturelle au titre des dommages causés par inondations et coulées de boue en 1999, 2000, 2003, 2007, 2008, 2009, 2012, 2014 et 2020,.

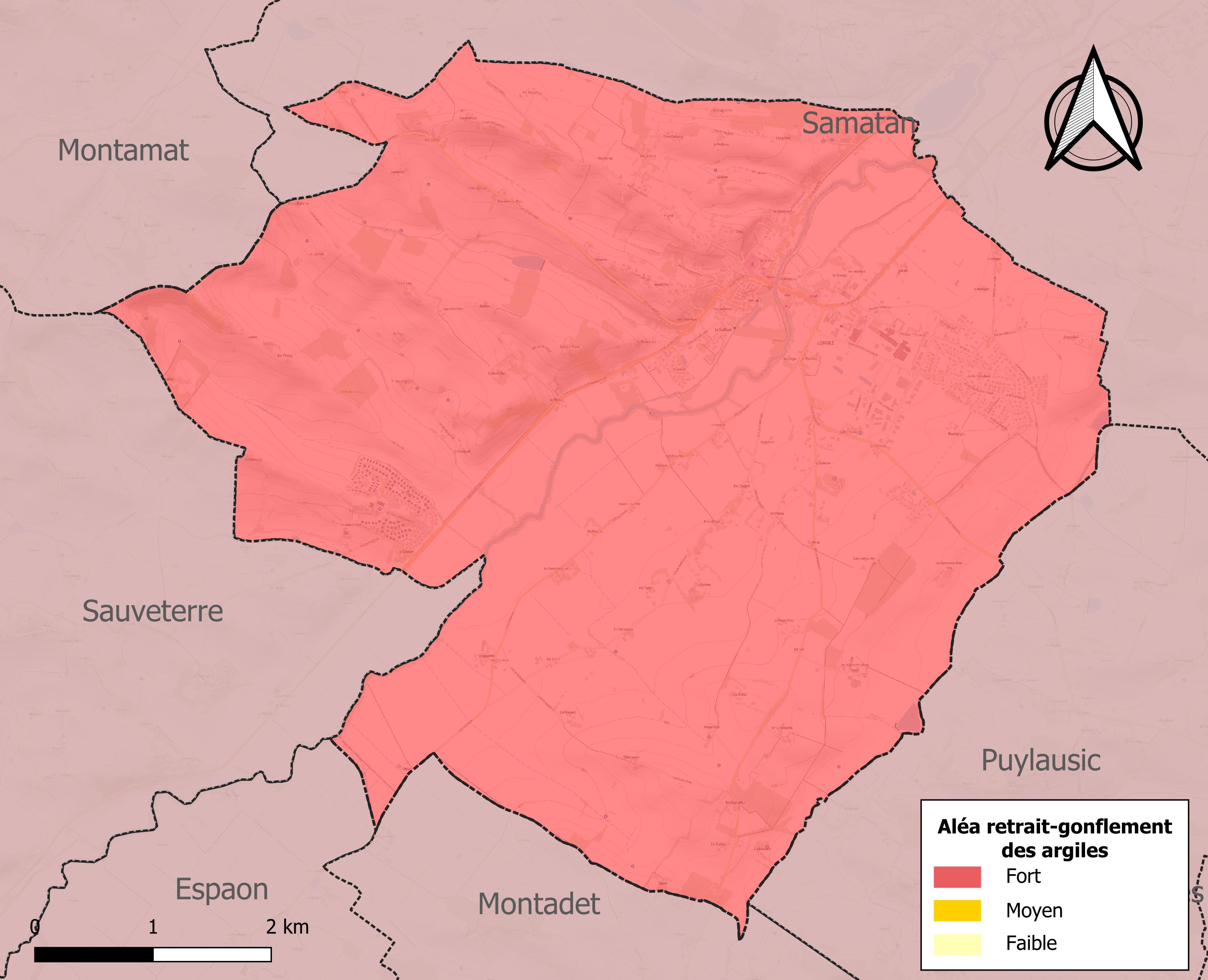
Carte des zones d'aléa retrait-gonflement des sols argileux de Lombez.

Le retrait-gonflement des sols argileux est susceptible d'engendrer des dommages importants aux bâtiments en cas d’alternance de périodes de sécheresse et de pluie. La totalité de la commune est en aléa moyen ou fort (94,5 % au niveau départemental et 48,5 % au niveau national). Sur les 1 077 bâtiments dénombrés sur la commune en 2019, 1 077 sont en aléa moyen ou fort, soit 100 %, à comparer aux 93 % au niveau départemental et 54 % au niveau national. Une cartographie de l'exposition du territoire national au retrait gonflement des sols argileux est disponible sur le site du BRGM,.
Par ailleurs, afin de mieux appréhender le risque d’affaissement de terrain, l'inventaire national des cavités souterraines permet de localiser celles situées sur la commune.

#### Risques technologiques
Des digues sont présentes sur le territoire communal. En cas de destruction partielle ou totale de l'une d'entre elles soit par sur-verse, soit par effet de renard, soit par affouillement de sa base, soit par rupture d'ensemble progressive ou brutale, des dégâts importants peuvent être occasionnés aux habitations et personnes situées sur le parcours de l'onde de submersion. Le risque est en principe pris en compte dans les documents d'urbanisme. Il n'existe pas de système d'alerte en cas de rupture de digue.

## Toponymie
ilumberrii : ville nouvelle en aquitain, cf hiri berri en basque

## Histoire
Lomberium, Lombarium, Lombès puis Lombez était située dans le comté de Comminges.
Une activité de potier à l'époque gallo-romaine a existé, la preuve étant des objets, céramiques notamment, retrouvés dans les terres.
L'abbaye Notre-Dame de Lombès, fondée en 793, fut érigée en siège épiscopal, suffragant de Toulouse, par bulle du pape Jean XXII donnée à Avignon le 11 juillet 1317.
Lombez fut le siège d'une abbaye créée au IXe siècle, qui se détacha de la règle bénédictine au XIIe siècle. La ville fut élevée en 1317 au rang d'évêché jusqu'en 1790. Un des derniers évêques était l'arrière-petit-neveu de Fénelon.
Lors de la première rébellion huguenote, en 1622, les troupes catholiques de César duc de Vendôme (7 000 fantassins et 500 cavaliers) prirent et brûlèrent Lombez avant de mettre le siège devant Briatexte.
Lombez fut une sous-préfecture du Gers de 1790 jusqu'en 1926.

## Politique et administration

### Administration municipale
Le nombre d'habitants au recensement de 2011 étant compris entre 1 500 habitants et 2 499 habitants, le nombre de membres du conseil municipal pour l'élection de 2014 est de dix neuf,.

### Rattachements administratifs et électoraux
Avant le redécoupage départemental de 2014, Lombez était le chef-lieu du canton de Lombez.
La commune de Lombez fait désormais partie de la communauté de communes du Savès et du canton de Val de Save.

## Population et société

### Démographie
| 1793  | 1800  | 1806  | 1821  | 1831  | 1841  | 1846  | 1851  | 1856  |
| ----- | ----- | ----- | ----- | ----- | ----- | ----- | ----- | ----- |
| 1 339 | 1 443 | 1 536 | 1 543 | 1 541 | 1 677 | 1 690 | 1 742 | 1 680 |

| 1861  | 1866  | 1872  | 1876  | 1881  | 1886  | 1891  | 1896  | 1901  |
| ----- | ----- | ----- | ----- | ----- | ----- | ----- | ----- | ----- |
| 1 697 | 1 714 | 1 678 | 1 765 | 1 692 | 1 684 | 1 625 | 1 543 | 1 458 |

| 1906  | 1911  | 1921  | 1926  | 1931  | 1936  | 1946  | 1954  | 1962  |
| ----- | ----- | ----- | ----- | ----- | ----- | ----- | ----- | ----- |
| 1 481 | 1 465 | 1 341 | 1 278 | 1 188 | 1 257 | 1 116 | 1 075 | 1 164 |

| 1968  | 1975  | 1982  | 1990  | 1999  | 2006  | 2008  | 2013  | 2018  |
| ----- | ----- | ----- | ----- | ----- | ----- | ----- | ----- | ----- |
| 1 331 | 1 301 | 1 239 | 1 325 | 1 401 | 1 714 | 1 804 | 2 070 | 2 159 |

| 2022  | - | - | - | - | - | - | - | - |
| ----- | - | - | - | - | - | - | - | - |
| 2 188 | - | - | - | - | - | - | - | - |

| selon la population municipale des années : | 1968 | 1975 | 1982 | 1990 | 1999 | 2006 | 2009 | 2013 |
| Rang de la commune dans le département      | 17   | 22   | 19   | 20   | 17   | 14   | 14   | 12   |
| Nombre de communes du département           | 466  | 462  | 462  | 462  | 463  | 463  | 463  | 463  |

### Enseignement
Lombez dispose d'un groupe scolaire (classes maternelles et primaires) réparti sur 2 sites.

### Culture et festivités
Sur le plan des équipements culturels, Lombez est dotée d'une maison des Écritures (résidence pour écrivains et animations autour de la littérature) et d'une école de musique qui participe aux animations locales, sous le nom d'Harmonie de la Save.

#### Manifestations culturelles et festivités

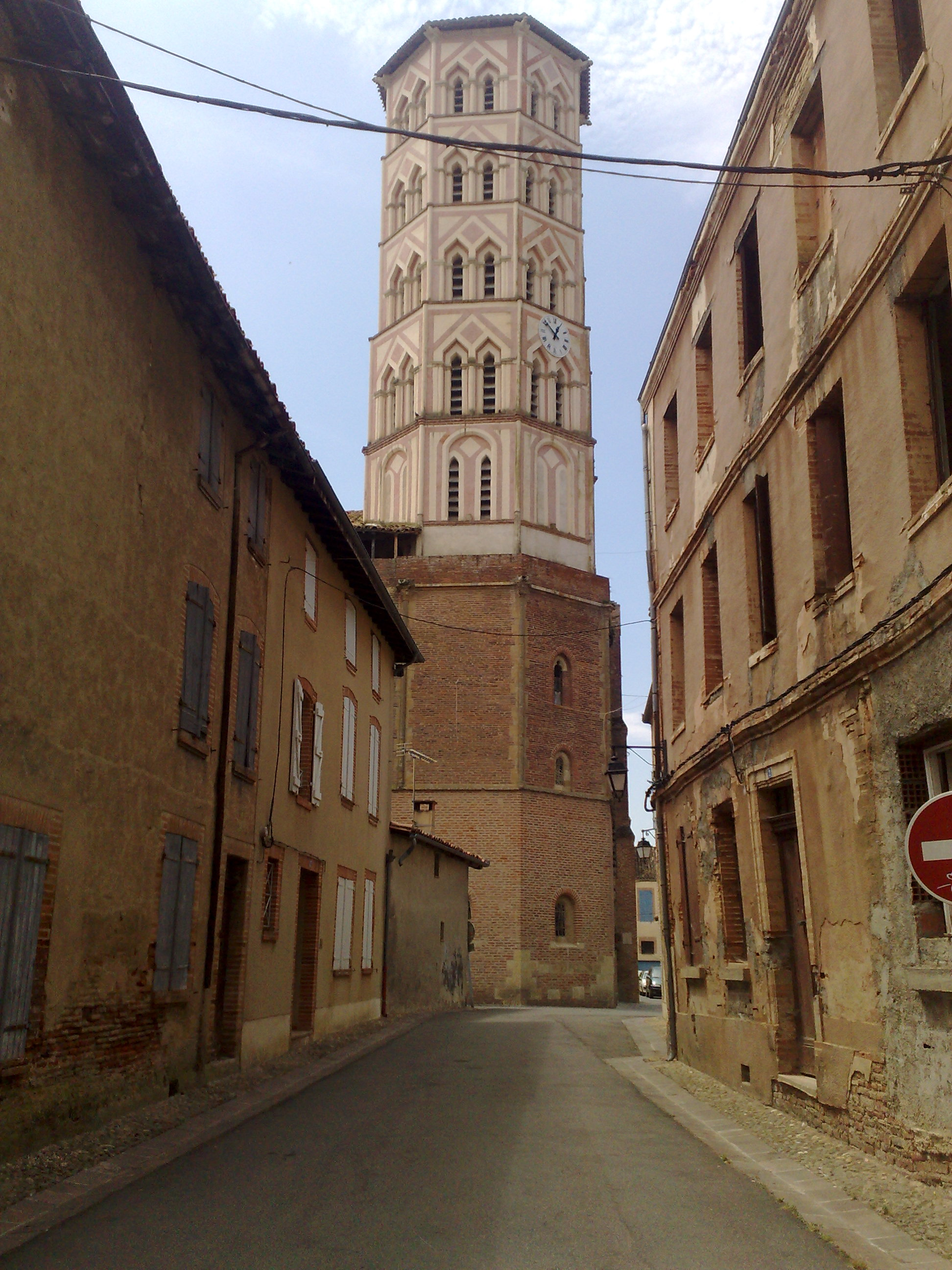
Cathédrale Sainte-Marie.

- un marché aux fleurs le premier dimanche de mai ;
- un vide-grenier de la Saint-Jean en juin ;
- la Journée du Patrimoine de Pays en juin ;
- la fête de la musique le 21 juin ;
- le festival Été en Bord de Save : musique, danse, théâtre, concerts ;
- les sardinades (repas en plein air) des pompiers (autour du 14 juillet et du 15 août) ;
- le troisième weekend d’août, fête patronale ;
- les Journées Européennes du Patrimoine en septembre (manifestation nationale) ;
- le vide-grenier du père Noël en novembre ;
- le marché de Noël et le Téléthon en décembre.

### Santé
Plusieurs médecins généralistes sont implantés sur la commune, ainsi qu'un cabinet dentaire, une orthophoniste, une sage-femme et un ostéopathe.
Au cœur de la ville, se trouve le centre hospitalier intercommunal de Lombez-Samatan, associé à une maison de retraite de type EHPAD.

### Sports
La ville dispose d'une piscine ouverte en été, de trois courts de tennis, d'un terrain de basket-ball, d'un terrain de sports collectifs (rugby et football) et d'un city-stade (handball, basket).
Elle partage, avec la ville voisine Samatan, le siège du Lombez Samatan club, club de rugby à XV au passé riche (plusieurs saisons en 1ère division nationale avec pour adversaires en championnat : Stade Toulousain, Nice, P.U.C., Graulhet, Bagnères de B., Béziers, Narbonne...) et évolue pour la saison 2020-2021 en Championnat de France de rugby à XV de 1e division fédérale et pour la saison 2024-2025 en Fédérale 2.

## Économie

### Revenus
En 2018  (données Insee publiées en septembre 2021), la commune compte 942 ménages fiscaux, regroupant 2 011 personnes. La médiane du revenu disponible par unité de consommation est de 21 100 € (20 820 € dans le département). 43 % des ménages sont imposés (43,9 % dans le département).

### Emploi
|                | 2008  | 2013   | 2018   |
| -------------- | ----- | ------ | ------ |
| Commune        | 7 %   | 10,4 % | 10,4 % |
| Département    | 6,1 % | 7,5 %  | 8,2 %  |
| France entière | 8,3 % | 10 %   | 10 %   |

En 2018, la population âgée de 15 à 64 ans s'élève à 1 148 personnes, parmi lesquelles on compte 79,4 % d'actifs (69 % ayant un emploi et 10,4 % de chômeurs) et 20,6 % d'inactifs,. En  2018, le taux de chômage communal (au sens du recensement) des 15-64 ans est supérieur à celui de la France et du département, alors qu'il était inférieur à celui de la France en 2008.
La commune fait partie de l'aire d'attraction de Toulouse, du fait qu'au moins 15 % des actifs travaillent dans le pôle,. Elle compte 916 emplois en 2018, contre 906 en 2013 et 751 en 2008. Le nombre d'actifs ayant un emploi résidant dans la commune est de 805, soit un indicateur de concentration d'emploi de 113,8 % et un taux d'activité parmi les 15 ans ou plus de 51,4 %.
Sur ces 805 actifs de 15 ans ou plus ayant un emploi, 236 travaillent dans la commune, soit 29 % des habitants.
Pour se rendre au travail, 87 % des habitants utilisent un véhicule personnel ou de fonction à quatre roues, 1,6 % les transports en commun, 6,5 % s'y rendent en deux-roues, à vélo ou à pied et 4,8 % n'ont pas besoin de transport (travail à domicile).

### Activités hors agriculture

#### Secteurs d'activités
188 établissements sont implantés  à Lombez au 31 décembre 2019. Le tableau ci-dessous en détaille le nombre par secteur d'activité et compare les ratios avec ceux du département,.
| Secteur d'activité                                                                                        | Commune | Commune | Département |
| Secteur d'activité                                                                                        | Nombre  | %       | %           |
| --- | ------- | ------- | ----------- |
| Ensemble                                                                                                  | 188     | 100 %   | (100 %)     |
| Industrie manufacturière, industries extractives et autres                                                | 17      | 9 %     | (12,3 %)    |
| Construction                                                                                              | 29      | 15,4 %  | (14,6 %)    |
| Commerce de gros et de détail, transports, hébergement et restauration                                    | 57      | 30,3 %  | (27,7 %)    |
| Information et communication                                                                              | 1       | 0,5 %   | (1,8 %)     |
| Activités financières et d'assurance                                                                      | 2       | 1,1 %   | (3,5 %)     |
| Activités immobilières                                                                                    | 10      | 5,3 %   | (5,2 %)     |
| Activités spécialisées, scientifiques et techniques et activités de services administratifs et de soutien | 18      | 9,6 %   | (14,4 %)    |
| Administration publique, enseignement, santé humaine et action sociale                                    | 25      | 13,3 %  | (12,3 %)    |
| Autres activités de services                                                                              | 29      | 15,4 %  | (8,3 %)     |

Le secteur du commerce de gros et de détail, des transports, de l'hébergement et de la restauration est prépondérant sur la commune puisqu'il représente 30,3 % du nombre total d'établissements de la commune (57 sur les 188 entreprises implantées  à Lombez), contre 27,7 % au niveau départemental.

#### Entreprises et commerces
Les cinq entreprises ayant leur siège social sur le territoire communal et qui génèrent le plus de chiffre d'affaires en 2020 sont : 
- Cristel, supermarchés (20 831 k€)
- GTL, transports routiers de fret de proximité (9 497 k€)
- Bouchard Francoise Et Fils, commerce de gros (commerce interentreprises) de bois et matériaux de construction (1 742 k€)
- Bonaldo, travaux de revêtement des sols et des murs (242 k€)
- SARL Save Controle Technique, contrôle technique automobile (95 k€)

### Agriculture
La commune est dans l'Astarac, une petite région agricole englobant le Sud du département du Gers, un quart de sa superficie, et correspond au pied de lʼéventail gascon. En 2020, l'orientation technico-économique de l'agriculture  sur la commune est la culture de céréales et d'oléoprotéagineuses.
|               | 1988  | 2000  | 2010  | 2020  |
| ------------- | ----- | ----- | ----- | ----- |
| Exploitations | 48    | 35    | 30    | 24    |
| SAU (ha)      | 1 544 | 1 537 | 1 564 | 1 620 |

Le nombre d'exploitations agricoles en activité et ayant leur siège dans la commune est passé de 48 lors du recensement agricole de 1988  à 35 en 2000 puis à 30 en 2010 et à 24 en 2020, soit une baisse de 50 % en 32 ans. Le même mouvement est observé à l'échelle du département qui a perdu pendant cette période 51 % de ses exploitations,. La surface agricole utilisée sur la commune a quant à elle augmenté, passant de 1 544 ha en 1988 à 1 620 ha en 2020. Parallèlement la surface agricole utilisée moyenne par exploitation a augmenté, passant de 32 à 68 ha.

## Culture locale et patrimoine

### Lieux et monuments
- Le château de Barbet, ancienne propriété de la famille De Scorbiac, aujourd'hui base d'une promotion immobilière néerlandaise ;
- La chapelle Saint-Majan, située sur un coteau qui surplombe la ville à l'emplacement supposé de l'ermitage de St Majan, évangélisateur de la région ;
- L'ancien couvent des Capucins, inscrit à l'inventaire des monuments historiques depuis 1977, situé boulevard des Pyrénées, réaffecté en gendarmerie nationale en 1793, puis en logements et crèche au XXe siècle avant une totale rénovation au XXIe siècle ;
- L'ancienne cathédrale Sainte-Marie, architecture de style toulousain (briques foraines) à double nef, dotée d'un clocher "tour" haut de 43 mètres, et classée à l'inventaire des monuments historiques du Gers depuis 1846.
- La chapelle de l'hôpital, chemin des Religieuses.
- Ancienne abbaye Notre-Dame de Lombez.

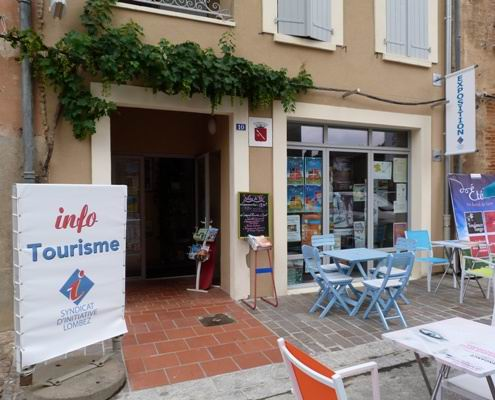
Syndicat d'Initiative de Lombez.
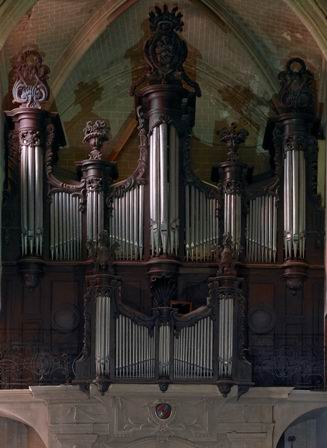
Orgue de tribune de la cathédrale Sainte-Marie de Lombez.
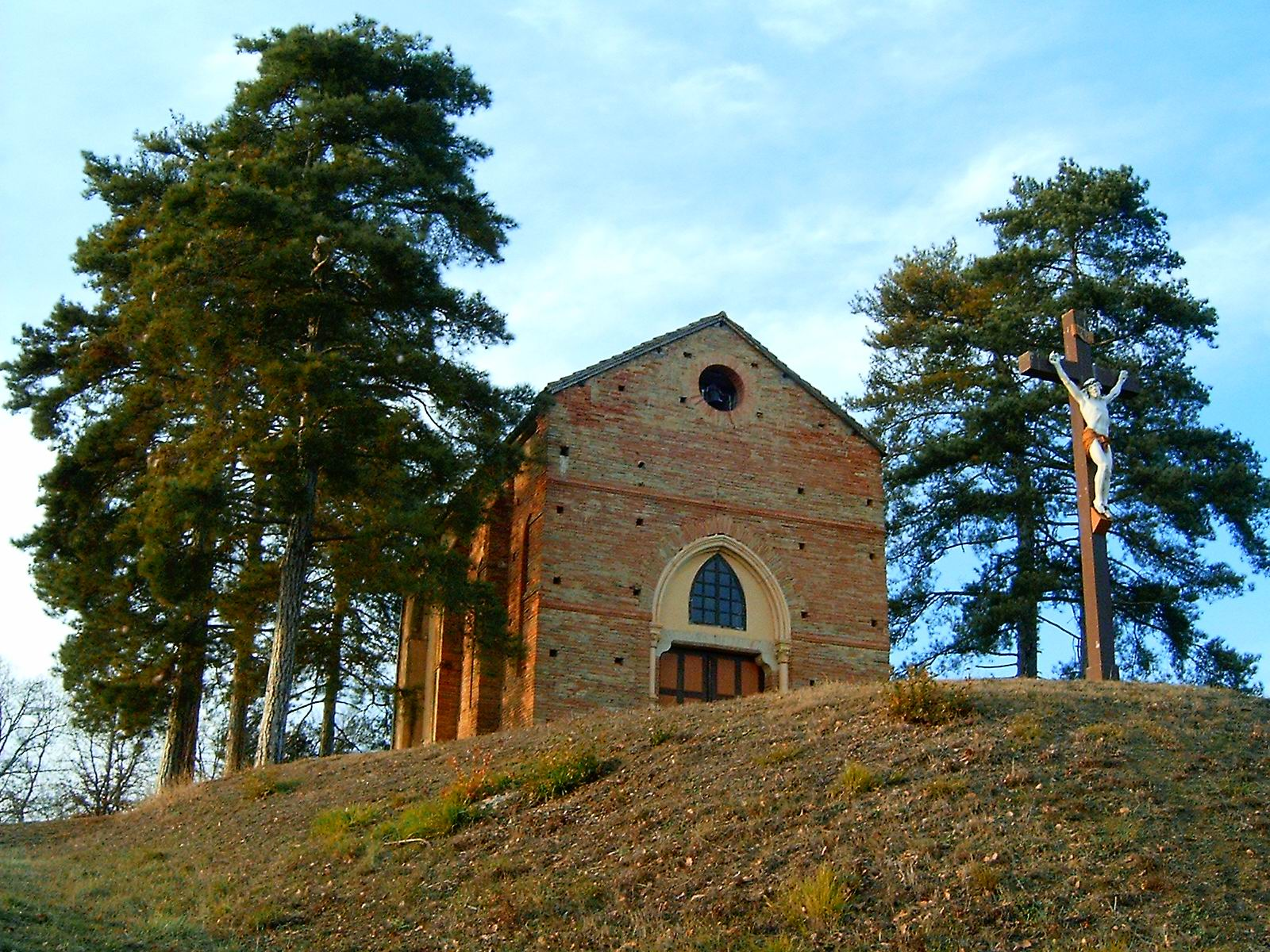
Chapelle Saint-Majan.
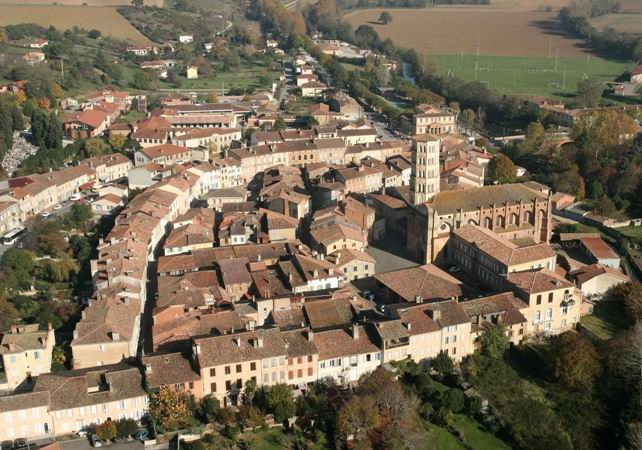
Lombez.
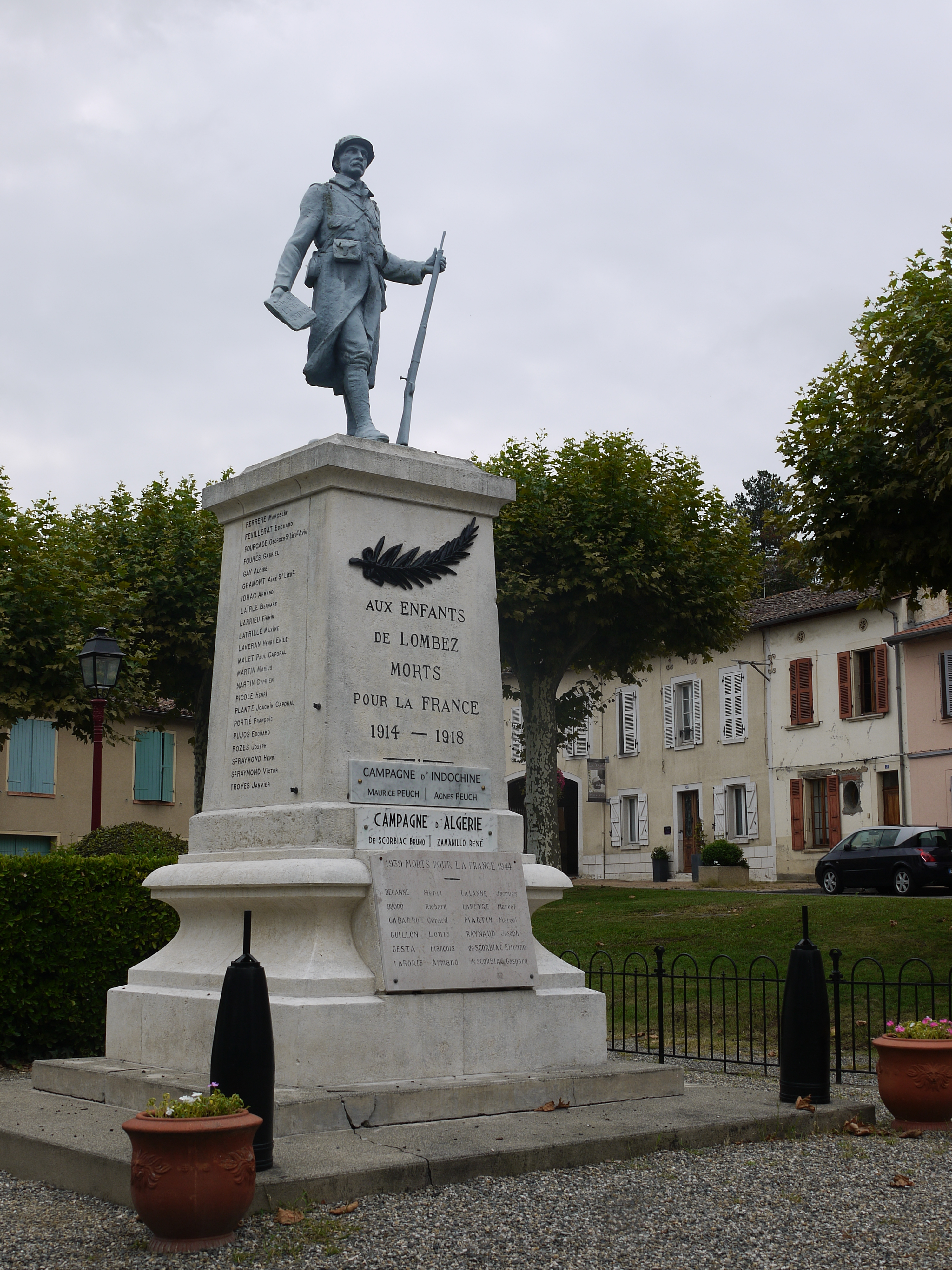
Le monument aux morts.

### Personnalités liées à la commune
- Giacomo Colonna (1300 ou 1301-1341), évêque de Lombez ;
- Pétrarque (1304-1374) : homme de lettres, séjourna durant l'été 1330 chez son ami Giacomo Colonna, évêque de Lombez ;
- Jean-Baptiste Sénac  (1693–1770) premier médecin de Louis XV
- Jean-Sifrein Maury (1746-1817), official de Lombez ;
- Jean-Charles Persil (1785-1870), élu député de la circonscription de Lombez en 1831 ;
- Guillaume Dilhan (1802-?) : homme politique né à Lombez ;
- Justin Fauré (1840-1915) : homme politique né à Lombez ;
- Suzanne Lamy (1929-1987) : essayiste et romancière, née à Lombez, émigrée au Québec en 1954 ;
- Daniel Santamans (1959-2008), joueur de rugby à XV né à Lombez.
- Marguerite et Marius Bouchard (1890-1980) Justes Parmi les Nations ayant vécu à Lombez
- Matthis Lebel, joueur de rugby au stade toulousain et ayant eu pour premier club Lombez[45],[46].
- Liste des évêques de Lombez.

### Héraldique
| Blason | Blasonnement : De gueules à la lance d'argent, posée en bande. |